# Аль-Аріка (нохія)
Нохія Аль-Аріка (араб. ناحية العريقة) — нохія у Сирії, що входить до складу мінтаки Шахба мухафази Ес-Сувейда. Адміністративний центр — місто Шакка.
До нохії належать такі поселення:
- Аль-Аріка → (Al-Ariqah);
- Дама → (Dama);
- Дейр-Аль-Майяс → (Deir al-Mayyas);

Нохія Аль-Аріка на мапі мінтака Шахба

- Харран → (Harran);
- Їррін → (Jirrin);
- Аль-Харса → (al-Kharsa);
- Шараа → (Shar'aa);
- Любаїн → (Lubayn);
- Сумаїд → (Sumayd);
- Вакм → (Waqm)